# Dexter Fowler
William Dexter Fowler (ur. 22 marca 1986) – amerykański baseballista, który występował na pozycji środkowozapolowego.

## Przebieg kariery
Fowler został wybrany w 2004 roku w siedemnastej rundzie draftu przez Colorado Rockies i początkowo występował w klubach farmerskich tego zespołu, między innymi w Tulsa Drillers, reprezentującym poziom Double-A. W 2008 roku wystąpił na Igrzyskach Olimpijskich w Pekinie, na których reprezentacja Stanów Zjednoczonych zdobyła brązowy medal.
W Major League Baseball zadebiutował 2 września 2008 w meczu przeciwko San Francisco Giants jako pinch runner. 8 kwietnia 2009 w spotkaniu z Arizona Diamondbacks zdobył pierwszego w karierze home runa. W sezonie 2010 zaliczył najwięcej w National League triple'ów (14). W grudniu 2013 w ramach wymiany zawodników przeszedł do Houston Astros.
W styczniu 2015 podpisał roczny kontrakt wart 9,5 miliona dolarów z Chicago Cubs. 25 lutego 2016 podpisał nową, roczną umowę z opcją przedłużenia o rok z Cubs. W lipcu 2016 po raz pierwszy został powołany do NL All-Star Team. 2 listopada 2016 został pierwszym zawodnikiem w historii World Series, który w meczu numer 7 zdobył lead-off home runa. Cubs wygrali spotkanie 8–7 po dziesięciu zmianach i zdobyli pierwszy od 108 lat tytuł mistrzowski.
9 grudnia 2016 podpisał pięcioletni kontrakt wart 82,5 miliona dolarów z St. Louis Cardinals. 6 maja 2018 w meczu przeciwko Chicago Cubs, zdobył pierwszego w swojej karierze walk-off home runa.

## Nagrody i wyróżnienia
| Nagroda/wyróżnienie      | Lata | Źródło |
| All-Star                 | 2016 | [ 9 ]  |
| Zwycięzca w World Series | 2016 | [ 10 ] |